# FK Smederevo 1924
FK Smederevo 1924 srpski je nogometni klub iz istoimenog grada. Osnovan je 6. svibnja 1924. Klub se trenutačno natječe u Prvoj Ligi (2. rang natjecanja).

## Povijest
Klupska boja 1932. bila je crvena.
Najveće uspjehe klub je ostvario pod imenom FK Sartid Smederevo, a to su 3. mjesto u Prvenstvu SR Jugoslavije 2000./01., finale Kupa SR Jugoslavije 2001./02. i osvajanje Kupa Srbije i Crne Gore 2002./03. Također, u nekoliko navrata klub je sudjelovao i u europskim natjecanjima: Intertoto kup 2001./02. (2. kolo), 2004./05. (drugo kolo) i 2005./06. (1. kolo) i Kup UEFA 2002./03. (1. kolo) i 2003./04. (1. kolo).

## Vanjske poveznice
- Službene stranice kluba  Arhivirana inačica izvorne stranice od 11. prosinca 2006. (Wayback Machine)

1. ↑  Izveštaj o radu Jugoslovenskog nogometnog saveza u 1932 godini za XV redovnu godišnju skupštinu od 18-XII-1932 god., Beograd : Jugoslovenski nogometni savez, 1932., str. IV.